# Energia talassotermica
L'energia talassotermica (o anche energia mareotermica) è una fonte di energia, classificata come rinnovabile, che sfrutta le differenze di temperatura tra la superficie marina (generalmente più calda) e le profondità oceaniche (nell'ordine delle centinaia di metri). Spesso viene anche indicata come OTEC, acronimo inglese per Ocean Thermal Energy Conversion (conversione dell'energia termica oceanica).

## Meccanismo e applicazioni
La differenza di temperatura tra le acque superficiali del mare, riscaldate dall'energia solare, e quella in profondità, rende possibile la produzione di energia elettrica. 
Il principio è concettualmente simile a quello di una centrale termoelettrica a vapore. Si utilizza un ciclo chiuso nel quale circola un fluido (es: ammoniaca e fluoro) in grado di evaporare alla temperatura dell'acqua di superficie (es: 25-28 °C); il vapore in pressione mette in moto una turbina e un generatore di elettricità (alternatore), quindi passa in un condensatore e torna allo stato liquido, raffreddato dall'acqua aspirata dal fondo (che può essere ad esempio a 6-7 C°).

## Applicazioni
Le aree più idonee per queste installazioni sono quelle tropicali, in mari molto profondi e caldi, dove nello strato superficiale (100 m circa) la temperatura varia tra i 25 e i 30 °C, e oltre i 400 metri di profondità giungono le acque provenienti dai poli, a temperature di 0 – 4 °C.
Un limite allo sviluppo di questi impianti è invece, attualmente, il costo elevato.
La prima centrale di questo tipo è stata realizzata nel 1996 presso le isole Hawaii, a Tahiti e a Bali: la potenza installata è di 250 kW, ma si ritiene sia possibile realizzare impianti di taglia nell'ordine di alcuni MW.